# Бедфорд (Кентуккі)
Бедфорд (англ. Bedford) — місто (англ. city) в США, в окрузі Трімбл штату Кентуккі. Населення — 526 осіб (2020).

## Географія
Бедфорд розташований за координатами 38°35′45″ пн. ш. 85°19′7″ зх. д. / 38.59583° пн. ш. 85.31861° зх. д. (38.595723, -85.318608).  За даними Бюро перепису населення США в 2010 році місто мало площу 0,66 км², з яких 0,66 км² — суходіл та 0,00 км² — водойми. В 2017 році площа становила 0,72 км², з яких 0,70 км² — суходіл та 0,01 км² — водойми.

## Демографія
Згідно з переписом 2010 року, у місті мешкало 599 осіб у 230 домогосподарствах у складі 145 родин. Густота населення становила 913 особи/км².  Було 259 помешкань (395/км²).
Расовий склад населення:
| - 92,8 % — білих - 2,3 % — азіатів - 0,7 % — корінних американців - 0,2 % — чорних або афроамериканців - 1,7 % — осіб інших рас |

До двох чи більше рас належало 2,3 %. Частка іспаномовних становила 1,7 % від усіх жителів.
За віковим діапазоном населення розподілялося таким чином: 27,7 % — особи молодші 18 років, 62,3 % — особи у віці 18—64 років, 10,0 % — особи у віці 65 років та старші. Медіана віку мешканця становила 33,4 року. На 100 осіб жіночої статі у місті припадало 101,0 чоловіків;  на 100 жінок у віці від 18 років та старших — 89,1 чоловіків також старших 18 років.
Середній дохід на одне домашнє господарство  становив 29 915 доларів США (медіана — 20 833), а середній дохід на одну сім'ю — 34 750 доларів (медіана — 25 441). Медіана доходів становила 25 250 доларів для чоловіків та 26 406 доларів для жінок. За межею бідності перебувало 48,5 % осіб, у тому числі 66,3 % дітей у віці до 18 років та 21,5 % осіб у віці 65 років та старших.
Цивільне працевлаштоване населення становило 286 осіб. Основні галузі зайнятості: виробництво — 31,8 %, освіта, охорона здоров'я та соціальна допомога — 23,4 %, будівництво — 15,4 %, роздрібна торгівля — 11,5 %.